# Espiráculo (cetáceos)

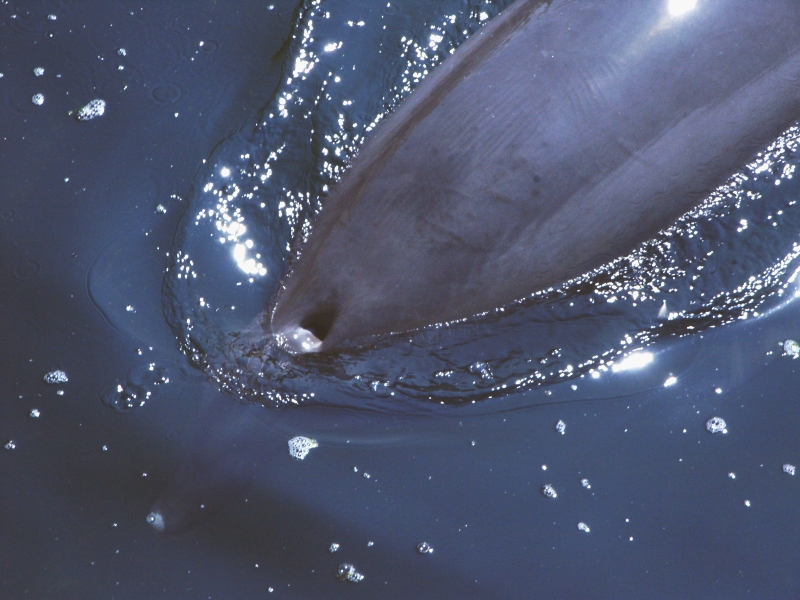
El espiráculo único de un delfín nariz de botella justo antes de volver a sumergirse

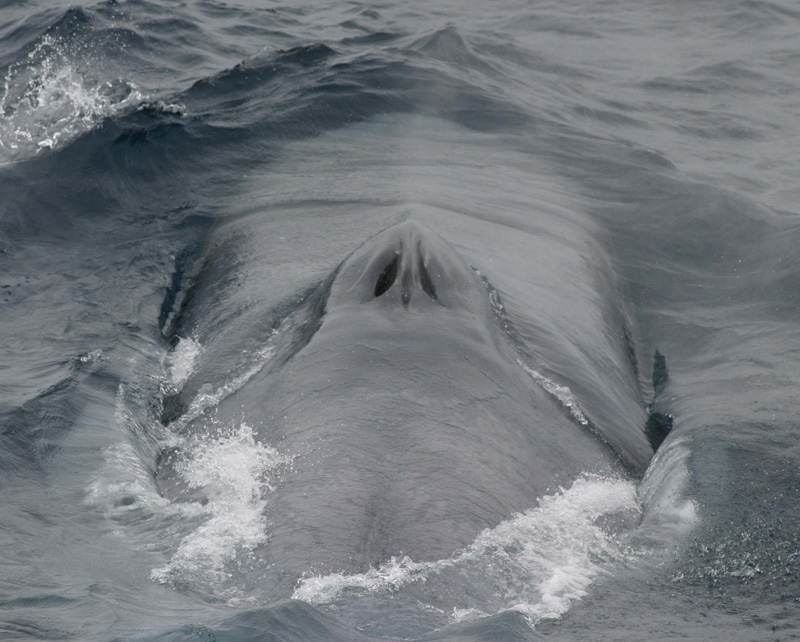
Espiráculo doble, propio de los misticetos. En la foto una ballena azul (Balaenoptera musculus).

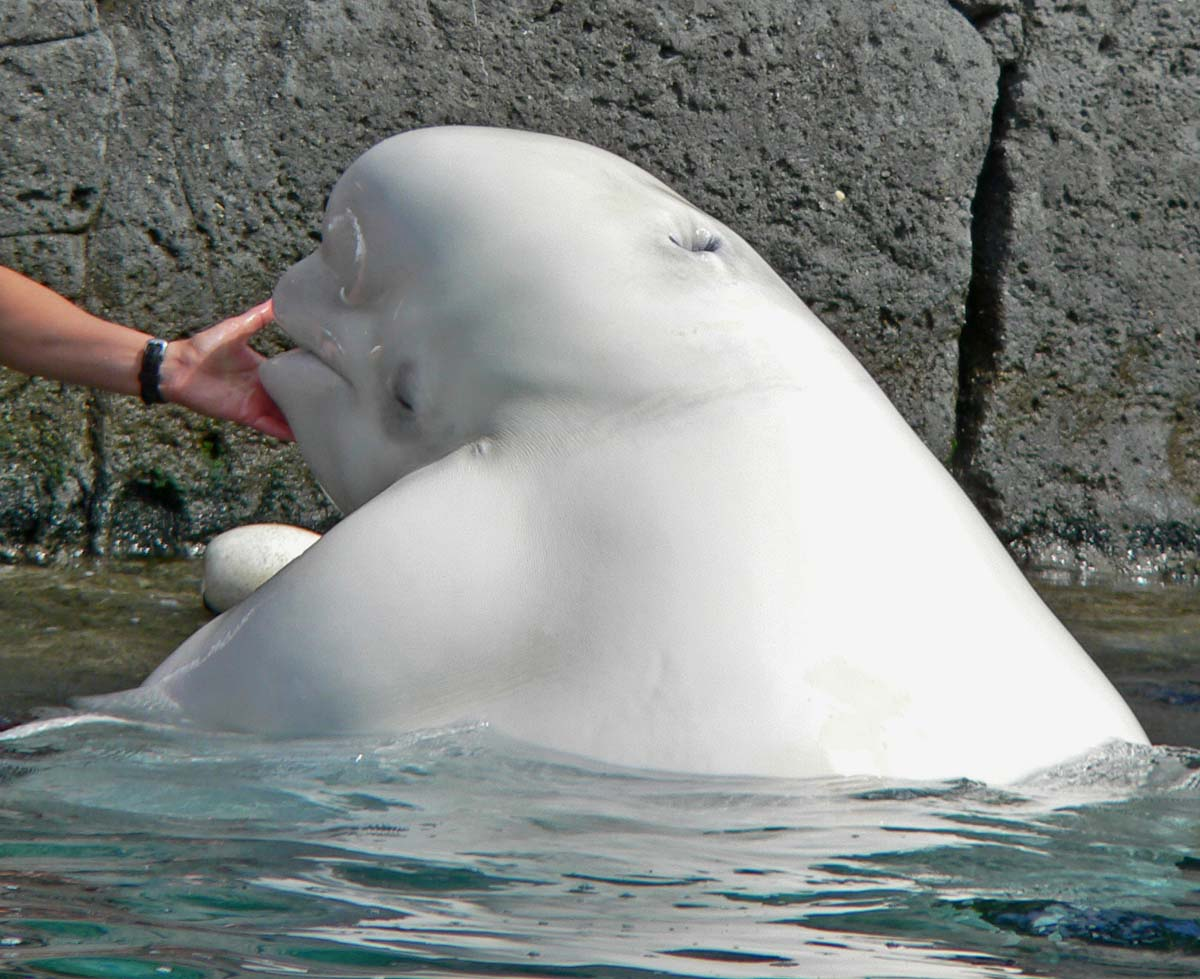
Espiráculo único, propio de los odontocetos. En la foto una beluga (Delphinapterus leucas).

En cetología, el estudio de las ballenas y otros cetáceos, el espiráculo es el agujero en la parte superior de la cabeza por medio del cual el animal respira aire. En las ballenas barbadas, el espiráculo aparece en pares. Es una estructura homóloga con las fosas nasales de otros mamíferos, y ha evolucionado a través del desplazamiento gradual de las fosas nasales hacia la parte superior de la cabeza. Al acercarse las ballenas a la superficie del agua para respirar, expulsan aire con fuerza a través del espiráculo. Esta exhalación se libera en la atmósfera más fría y de presión comparativamente más baja, de forma que todo el vapor de agua se condensa. Este chorro, conocido como el soplo, a menudo es visible desde la distancia como una salpicadura blanca, que puede ser causada también por el agua que se encuentre sobre el espiráculo.
Sacos aéreos ubicados justo por debajo del espiráculo les permiten a las ballenas producir sonidos para comunicarse y, en el caso de las ballenas dentadas, para la ecolocalización. Estos sacos se llenan de aire que luego se deja salir de nuevo para producir un sonido, de manera similar a como se deja salir el aire de un globo. Cuando las ballenas se sumergen bajo el agua, su tapón nasal cubre el pasaje nasal hasta el espiráculo. Los músculos que controlan el tapón nasal se relajan durante este tiempo, pero cuando la ballena sale a tomar aire, estos músculos se contraen y permiten que el espiráculo se abra y que ocurra el proceso de exhalación e inhalación.
Las ballenas barbadas tienen dos espiráculos situados en forma de V, en tanto que las ballenas dentadas solo tienen un espiráculo. El espiráculo de los cachalotes, ballenas dentadas, se localiza a la izquierda del centro en el área frontal del hocico, y es de hecho su fosa nasal izquierda, mientras que la fosa nasal derecha carece de abertura a la superficie y su conducto nasal está por lo demás bien desarrollado.
La tráquea conecta solamente al espiráculo, por lo que el animal no puede respirar por la boca. Debido a esto, no existe riesgo de que la comida entre por accidente a los pulmones del animal, de manera que las ballenas carecen de reflejo nauseoso .[cita requerida]